# Mi-34 (航空機)
Mi-34（NATOにおける報告名：ハーミット）は、M・L・ミーリ記念モスクワ・ヘリコプター工場で製造されている2人～4人乗りの汎用および飛行訓練用の小型ヘリコプターである。
初飛行は1980年、本格的な生産は1989年に始まった。横転や宙返りといった曲技飛行が可能。

## 変種
Mi-34/
「空飛ぶジープ」の異名を持つ。毎時40kgの燃料を消費し、最新のアビオニクスを搭載。9本のエンジンピストンのうち3本を使用しない状態で安全に飛行ができ、5本を使用しない状態でも飛行可能である。
テストパイロットは本機の性能を見せるために、セメント製の柵の上に着地している。
1994年に生産開始。
モスクワ市警で使用されている機体もあり、価格は35万ドル。
Mi-34A/
高級仕様で、アリソン250-C20Rのターボシャフトエンジンを搭載する予定だが、現在までに生産はされていない。
Mi-34C/
4人乗り仕様。
Mi-34L/
この仕様は350馬力（250kW）のテキサスライカミングTIO-54０Jエンジンで動く予定だったが、現在のところ生産されていない。
Mi-34M/
2基のロータリーピストンエンジンを装備。
Mi-34M1,Mi-34M2/
　未生産モデル。
Mi-34P/
　モスクワ市警のうち、モスクワ市役所警備担当部署が使用。
Mi-34V,Mi-34Z/
2基のVAZ-4265ロータリピストンエンジンを装備。

## 性能・主要諸元

### 諸元
- 乗組員: 操縦士1名、客席3名
- 全長: 11.42 m
- 主回転翼直径: 10.01 m
- 全高: 2.75 m (9 ft 0 in)
- 円板面積: 78.5 m² (845 ft²)
- 空虚重量: 800 kg (1,760 lb)
- 最大離陸重量: 1,350 kg (2,790 lb)
- 発動機: ヴェンドネーヴ M-14V-26 9シリンダー星型エンジン1基
- 出力: 240 kW (320 hp)

### 性能
- 超過禁止速度: 210 km/h (114ノット, 131 mph)
- 航続距離: 450 km (243 nm, 281 miles)
- 上昇限度: 4,500 m (14,760 ft)
- 上昇率: 550 m/min (1,804 ft/min)